# North Shields
North Shields è un paese di 34 423 abitanti della contea del Tyne and Wear, in Inghilterra.